# Ramiro Muñoz Calvo
Ramiro Muñoz Calvo (nacido el 10 de febrero de 1994) es un exjugador y entrenador de fútbol español, actualmente asistente del club esloveno Olimpija Ljubljana. Desde enero de 2024, Muñoz también trabaja como entrenador asistente de la selección nacional sub-21 de Finlandia.

## Trayectoria
Ramiro es graduado en Ciencias del Deporte por la Universidad Politécnica de Madrid en el INEF y entrenador nivel “UEFA Pro” formado en el fútbol base de la Escuela Deportiva de Moratalaz, Puerta Bonita y Rayo Vallecano. 
En 2018, probó fortuna en el fútbol finlandés e ingresó fútbol base del HPS Helsinki para dirigir en sus categorías inferiores y ser segundo entrenador del primer equipo en la Kolmonen, la tercera división finlandesa.
En enero de 2019, firma como segundo entrenador del VJS Vantaa de la Segunda División de Finlandia.
En febrero de 2021, firma como segundo entrenador del SJK Seinäjoki de la Veikkausliiga, la primera división de Finlandia.
Allí consiguió una meritoria tercera plaza liguera, la consiguiente medalla de bronce y la clasificación para la fase previa de la UEFA Conference League.
En noviembre de 2022, firma como segundo entrenador de Miguel Grau en el FC Inter Turku de la Veikkausliiga, la primera división de Finlandia, para disputar la temporada 2022.
El 19 de septiembre de 2022, tras la destitución de Miguel Grau, con tan sólo 28 años, Ramiro firma como entrenador interino del FC Inter Turku de la Veikkausliiga, la primera división de Finlandia. 
Terminó en quinta posición liguera, subcampeón de Copa Finlandesa y subcampeón de Copa de la Liga.

### Como entrenador
| Club                           | País      | Año             |
| ------------------------------ | --------- | --------------- |
| HPS Helsinki (2º Entrenador)   | Finlandia | 2018            |
| VJS Vantaa (2º Entrenador)     | Finlandia | 2019            |
| SJK Seinäjoki (2º Entrenador)  | Finlandia | 2021            |
| FC Inter Turku (2º Entrenador) | Finlandia | 2022            |
| FC Inter Turku                 | Finlandia | 2022–Actualidad |